# أبرهام أزولاي

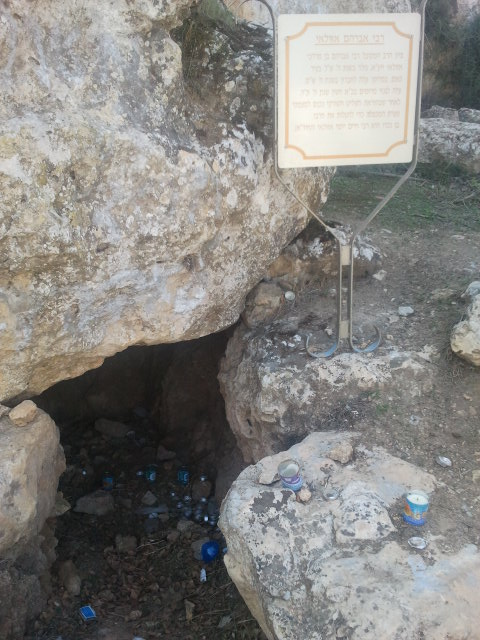
كهف فيه قبر الحاخام أزولاي في الخليل

إبراهيم بن مردخاي أزولاي (بالعبرية: אברהם בן מרדכי אזולאי) (1570-1643) كاتب ومعلق على الكابالا ، ولد في مدينة فاس المغربية. وفي عام 1599 انتقل إلى فلسطين واستقر في مدينة الخليل، وهناك في الخليل كتب تعليقا على الزوهار تحت عنوان كريات أربع أي مدينة أربع.